# Bán đảo Scandinavia

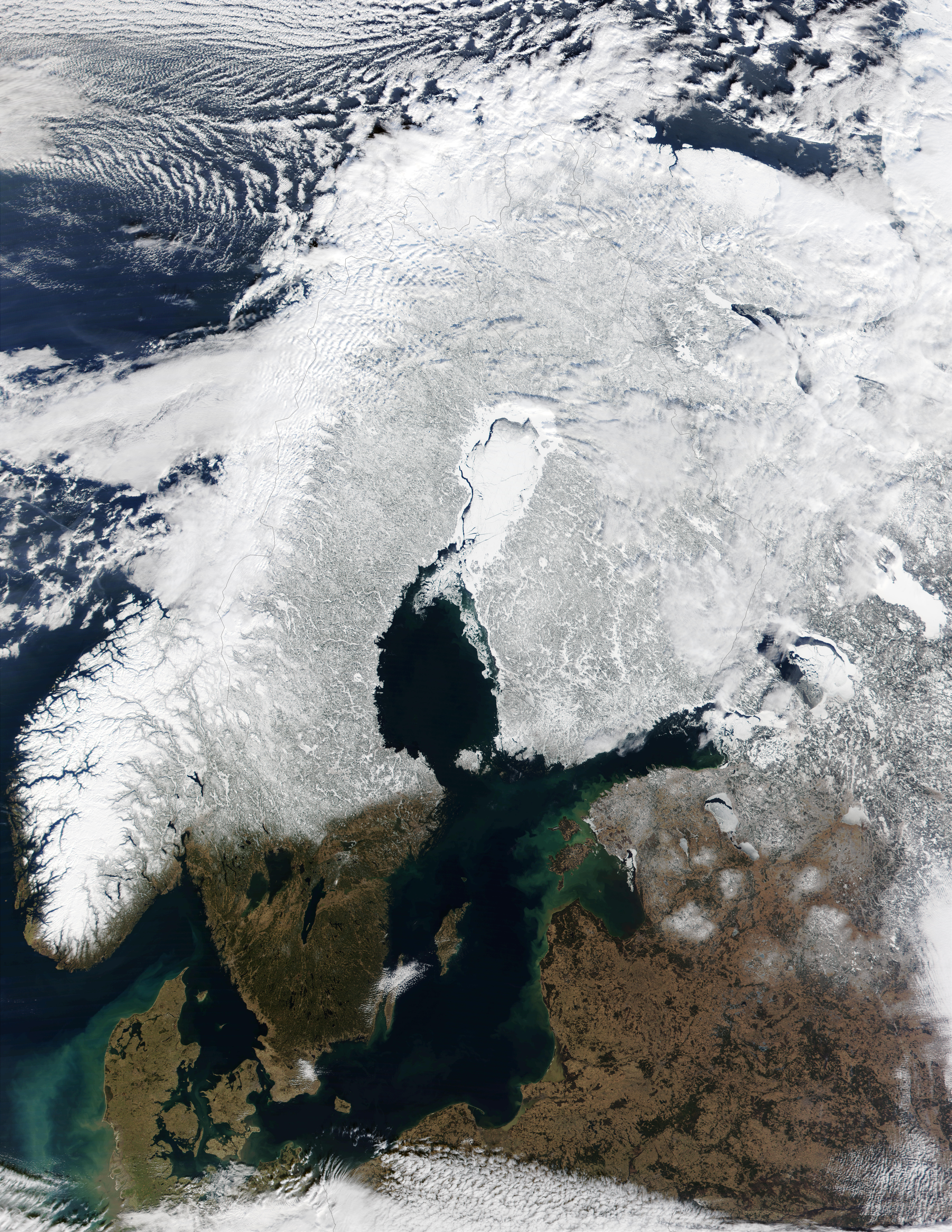
Ảnh vệ tinh của bán đảo Scandinavia vào mùa đông cho thấy phần lớn bán đảo bị bao phủ bởi băng tuyết.

Bán đảo Scandinavia (Tiếng Việt: Bán đảo Xcan-đi-na-vi, dạng phiên âm khác: Xcăng-đi-na-vi) là bán đảo lớn nhất ở Châu Âu, tương đương lãnh thổ phần đất liền hiện nay của Na Uy, Thụy Điển và miền tây bắc Phần Lan.
Bán đảo Scandinavia dài 1.900 km, chỗ rộng đến 800 km. Diện tích 800 nghìn km². Dân số là 21,339,967 người (ước 2022). Bao bọc bởi các biển Barents, biển Na Uy, biển Bắc, biển Baltic, bờ phía tây và phía bắc cao, dốc và bị chia cắt mạnh mẽ bởi các fjord, bờ nam và phía đông thấp, lởm chởm đá, thuộc kiểu bờ vách dựng đứng. Phần lớn bán đảo là miền núi Scandinavia, độ cao trung bình 1.200 - 1.400 m, nhưng trên mặt vẫn còn lại các bề mặt san bằng rộng, người địa phương gọi là fande, nằm trên các độ cao khác nhau. Sườn đông của dãy núi Scandinavia đổ dốc thoải xuống miền đồng bằng có mạng lưới sông hồ dày đặc, trên đồng bằng còn nhiều dạng địa hình nguồn gốc sông băng như các dãy đồi băng tích, các khối đá trán cừu, các thung lũng sông băng cũ và nhiều hồ (Vänern, Mälaren, Vättern, v.v.). Ở phía bắc - đài nguyên và rừng lá kim; ở phía nam - rừng hỗn giao và rừng lá rộng. Khoáng sản: sắt, đồng, crom, than, chì, kẽm. Các quốc gia ở bán đảo Scandinavia: Thuỵ Điển, Na Uy, phần tây bắc của Phần Lan.